# Філіпп Рено
Філіпп Рено (фр. Philippe Raynaud, * 1952) — французький філософ права, дослідник конституційної демократії та конституційного процесу, професор політичних наук правничого факультету Сорбонни.
Один з наукових керівників монументальної праці «Європейський словник філософій» (2004), виданої в українському перекладі видавництвом «Дух і літера». 
Співавтор низки наукових досліджень, зокрема книжок:
- Тероризм і демократія (1995)
- Макс Вебер та дилеми модерної свідомості (1996)
- Суддя та філософ (2008)
- Три свободи: Англія, Америка, Франція (2009)